# Amorphophallus angulatus
Amorphophallus angulatus là một loài thực vật có hoa trong họ Ráy (Araceae). Loài này được Hett. & A.Vogel mô tả khoa học đầu tiên năm 1994.